# حمد الربيعي
حمد الربيعي (بالإنجليزية: Hamad Al-Robeai)‏؛ مواليد 1 يوليو 1981 في نجران ، السعودية، هو لاعب كرة قدم سعودي.

## الحياة الشخصية
حمد هو أخ اللاعبين سعيد الربيعي وعبد الله الربيعي و ابن عم اللاعبين محمد الربيعي ومسعود الربيعي.

## مسيرة اللاعب
كانت بداياته مع نادي الأخدود و في عام 2011 انتقل إلى نادي نجران و لعب معهم لغاية عام 2018 و عاد بعدها إلى نادي الأخدود و بعدها لعب مع نادي الساحل ونادي مضر.

## روابط خارجية
- حمد الربيعي على موقع Soccerway.com (الإنجليزية)
- حمد الربيعي على موقع كووورة